# 川島郭志
川島 郭志（かわしま ひろし、1970年3月27日 - ）は、日本の元プロボクサー、現在はプロモーター。徳島県海部郡海部町（現・海陽町）出身。元WBC世界スーパーフライ級王者。
現在は東京都大田区北千束で川島ボクシングジムを開設し、後進の育成に力を注いでいる。

## 人物
デビュー当時、鬼塚勝也・ピューマ渡久地らと共に、平成三羽烏と呼ばれ注目されたが、新人時代に挫折したことで、他の二人に大きく遅れをとった。
プロデビュー当初は米倉健司会長の方針により、プロ向きのインファイトに近いスタイルであったが（特にジムの先輩でもある大橋秀行にファイトスタイルは酷似していた）徐々にアウトボクサーとしてのスタイルを確立していった。
現役時代は、日本プロボクシング史上屈指のテクニシャンとも称され、中でも"アンタッチャブル"（触らせない）と称された防御技術は世界的にも高い評価を得ていた。世界戦翌日にテレビ朝日系『ニュースステーション』に出演した際には、キャスターの久米宏が「前日にボクシングをしたとは信じられないほど顔が綺麗」と感嘆するほどであった。スリッピング・アウェーと呼ばれる防御技術を、世間に認知させた人物である。また、普段の練習態度も極めて真面目で、"ボクサーの鑑"というべき存在でもあった（世界王座獲得後も電車でジム通いを続けていた）。
兄は、IBF世界フライ級王座に挑戦した川島志伸。

## 来歴
幼少時から5歳上の兄・志伸とともに、理髪店を経営する父・郭伸から強制的にボクシングの英才教育を施される。本来右利きであったが、ボクシングではサウスポースタイルの方が有利との父の理論と、具志堅用高に憧れていたことで、最初からサウスポースタイルを選んだ（コンバーテッドサウスポー）。
地元・徳島県の海南高3年時にインターハイ・フライ級に出場。準決勝で、前年度ライトフライ級優勝の鬼塚隆（後のWBA世界スーパーフライ級王者鬼塚勝也）、決勝で渡久地隆人（後の日本フライ級王者ピューマ渡久地）をそれぞれ下し優勝。
高校卒業後の1988年、東京のヨネクラジムに入門。同年8月2日、プロデビュー（初回KO勝ち）。
1988年12月21日、プロ4戦目。東日本新人王決勝戦で、前年のインターハイ決勝で対戦した渡久地と対戦し6回KO負け。さらに、翌1989年7月1日には日本タイトル挑戦権獲得トーナメントの前身のA級トーナメント予選で、川島光夫に初回KO負け。打たれモロさを露呈した川島は、それを克服するために防御技術を飛躍的に向上させる。
1991年1月29日の試合で左拳を骨折。その後、治り掛かったところで再び骨折してしまい、結果として1年あまり試合から遠ざかる。
1992年7月13日、日本王座初挑戦。日本スーパーフライ級王者小池英樹に挑み、ダウンを奪った末の10回判定勝ち。王座獲得に成功する。その後、3度の防衛に成功し、1993年12月に王座返上。
1994年5月4日、17戦目で世界初挑戦。横浜文化体育館でWBC世界スーパーフライ級王者ホセ・ルイス・ブエノ（メキシコ）に挑み、11回ダウンを奪った末の12回判定勝ち。王座奪取に成功した。
1994年8月7日、初防衛戦。有明コロシアム（開閉式の屋根を開け、屋外での試合となった）で、2度の世界挑戦経験を有する指名挑戦者カルロス・サラサール（アルゼンチン）と対戦し、12回判定勝ち。ちなみに、サラサールは川島戦後、IBF世界ジュニアバンタム級とWBO世界フライ級王座を獲得し、2階級制覇を果たす。
1995年1月18日、2度目の防衛戦。横浜文化体育館で前王者ブエノと再戦。前回同様、12回判定に降し返り討ちに成功（7回にはダウンも奪った）。なお、この試合の前日、阪神・淡路大震災が発生。試合前のセレモニーでは黙祷が行われた。
同年5月24日、3度目の防衛戦。横浜文化体育館で李承九（韓国）と対戦。前年4月に鬼塚勝也からダウンを奪った強打の挑戦者相手に、終始優位に試合を進める。10回、一瞬の隙を見せたところに挑戦者の連打をまともに浴び、ダウンを奪われるも、それ以外は危なげない試合運びを見せ、最終回は連打で圧倒。文句なしの12回判定勝ち。
同年11月8日、4度目の防衛戦。両国国技館でポーイ・アルアン（インドネシア）と対戦。出だしこそ静かな立ち上がりであったが、迎えた3回、王者が一気にペースアップし、2度のダウンを奪ったところでレフェリーストップ。初の世界戦でのKO勝ちで王座防衛を果たす。なお、日本人対インドネシア人による世界戦となったのは、この試合が初めてだった。
1996年4月27日、5度目の防衛戦。両国国技館でランキング1位の指名挑戦者セシリオ・エスピノ（メキシコ）と対戦。「最強」と称された挑戦者を序盤から終始一方的に攻め立てる。KOこそはならなかったものの、非の打ち所のない文句なしの大差判定勝ちを収める。解説として呼ばれていた大橋も「川島、誰に負けるのか？」と感嘆を込めて評価した。
同年10月12日、6度目の防衛戦。両国国技館でドミンゴ・ソーサ（ドミニカ共和国）と対戦。2回、右フックで挑戦者をグラつかせると、一気に連打。挑戦者に反撃の機会を全く与えず、そのままレフェリーストップを呼び込んだ。
1997年2月20日、7度目の防衛戦。両国国技館でランキング1位の指名挑戦者ジェリー・ペニャロサ（フィリピン）と対戦。この試合では珍しく挑戦者の不用意なパンチを受け続けてしまう。中盤に一度巻き返したものの、終盤になるとまたも挑戦者に主導権を握られ、結局12回判定負け。3年弱保持し続けてきた世界王座から陥落した。その後、極度の視力低下が判明したのを機に、再起することなくそのまま引退した。
引退後、芸能活動を行う傍ら、フジテレビ「ダイヤモンドグローブ」をはじめとする解説者としても積極的に活躍し、2000年9月に東京都大田区に川島ボクシングジムを開設。全日本スーパーバンタム級新人王塩谷悠やフライ級世界ランカー小林タカヤスを輩出。また「アンタッチャブル・ファイト」と銘打った自主興行を積極的に開催し、新日本木村ジムの選手にも試合の機会を与えている。

## 戦績
- アマチュア戦績：27勝(15KO)3敗
- 1987年度・高校インターハイ・フライ級優勝
- プロ戦績：20勝（14KO）3敗

| 戦           | 日付           | 勝敗 | 時間 | 内容     | 対戦相手                         | 国籍           | 備考                                  |
| ------------ | -------------- | ---- | ---- | -------- | -------------------------------- | -------------- | ------------------------------------- |
| 1            | 1988年8月2日   | ☆    | 1R   | KO       | 渡辺誠也                         | 日本           | プロデビュー                          |
| 2            | 1988年9月6日   | ☆    | 4R   | KO       | 秋山昭次                         | 日本           |                                       |
| 3            | 1988年11月9日  | ☆    | 3R   | KO       | 小林賢樹                         | 日本           | 東日本フライ級新人王・準決勝          |
| 4            | 1988年12月21日 | ★    | 6R   | KO       | ピューマ渡久地                   | 日本           | 東日本フライ級新人王決定戦（敗退）    |
| 5            | 1989年4月25日  | ☆    | 2R   | KO       | 松本友男                         | 日本           |                                       |
| 6            | 1989年7月1日   | ★    | 1R   | KO       | 川島光夫                         | 日本           |                                       |
| 7            | 1990年1月23日  | △    | 8R   | 判定     | 金 鍾必                          | 韓国           |                                       |
| 8            | 1990年4月27日  | ☆    | 1R   | KO       | 佐伯一馬                         | 日本           |                                       |
| 9            | 1990年10月25日 | ☆    | 3R   | KO       | 金 成圭                          | 韓国           |                                       |
| 10           | 1991年1月29日  | ☆    | 5R   | KO       | アラン田中                       | フィリピン     |                                       |
| 11           | 1992年2月11日  | ☆    | 3R   | KO       | 金 学明                          | 韓国           |                                       |
| 12           | 1992年7月13日  | ☆    | 10R  | 判定     | 小池英樹                         | 日本           | 日本スーパーフライ級王座獲得          |
| 13           | 1992年10月14日 | ☆    | 8R   | TKO      | 杉 辰也                          | 日本           | 日本防衛1                             |
| 14           | 1993年1月26日  | ☆    | 5R   | TKO      | 松尾哲也                         | 日本           | 日本防衛2                             |
| 15           | 1993年4月6日   | ☆    | 5R   | TKO      | 松村謙一                         | 日本           | 日本防衛3                             |
| 16           | 1993年10月5日  | ☆    | 5R   | KO       | 崔 甲哲                          | 韓国           |                                       |
| 17           | 1994年5月4日   | ☆    | 12R  | 判定 3-0 | ホセ・ルイス・ブエノ             | メキシコ       | WBC世界スーパーフライ級タイトルマッチ |
| 18           | 1994年8月7日   | ☆    | 12R  | 判定 3-0 | カルロス・ガブリエル・サラサール | アルゼンチン   | WBC防衛1                              |
| 19           | 1995年1月18日  | ☆    | 12R  | 判定 3-0 | ホセ・ルイス・ブエノ             | メキシコ       | WBC防衛2                              |
| 20           | 1995年5月24日  | ☆    | 12R  | 判定 3-0 | 李 承九                          | 韓国           | WBC衛3                                |
| 21           | 1995年11月8日  | ☆    | 3R   | TKO      | ボーイ・アルアン                 | インドネシア   | WBC防衛4                              |
| 22           | 1996年4月27日  | ☆    | 12R  | 判定 3-0 | セシリオ・エスピノ               | メキシコ       | WBC防衛5                              |
| 23           | 1996年10月12日 | ☆    | 2R   | TKO      | ドミンゴ・ソーサ                 | ドミニカ共和国 | WBC防衛6                              |
| 24           | 1997年2月2日   | ★    | 12R  | 判定 1-2 | ジェリー・ペニャロサ             | フィリピン     | WBC王座陥落                           |
| テンプレート |                |      |      |          |                                  |                |                                       |

## 獲得タイトル
- 第16代日本スーパーフライ級王座（防衛3＝返上）
- WBC世界スーパーフライ級王座（防衛6）